# Gé van Dijk
Gerard Jan (Gé) van Dijk (Amsterdam, 15 augustus 1923 – aldaar, 29 mei 2005) was een Nederlands voetballer.
Gé van Dijk kwam uit de  eigen kweek van Ajax. Hij speelde voor de eerste keer in het eerste op 12 september 1943 en bleef bij die club spelen tot 1957. In het seizoen 1950-51 was hij daar topscorer. Hij vormde een razendsnel duo met linksvoor Guus Dräger. Samen stonden ze bekend als "Van Gend & Loos".
Naast Ajax speelde Van Dijk ook twee keer (op 21 september 1947 en 14 maart 1948) voor het Nederlands elftal. Aanbiedingen uit Italië sloeg hij af.